# 牙齒發育

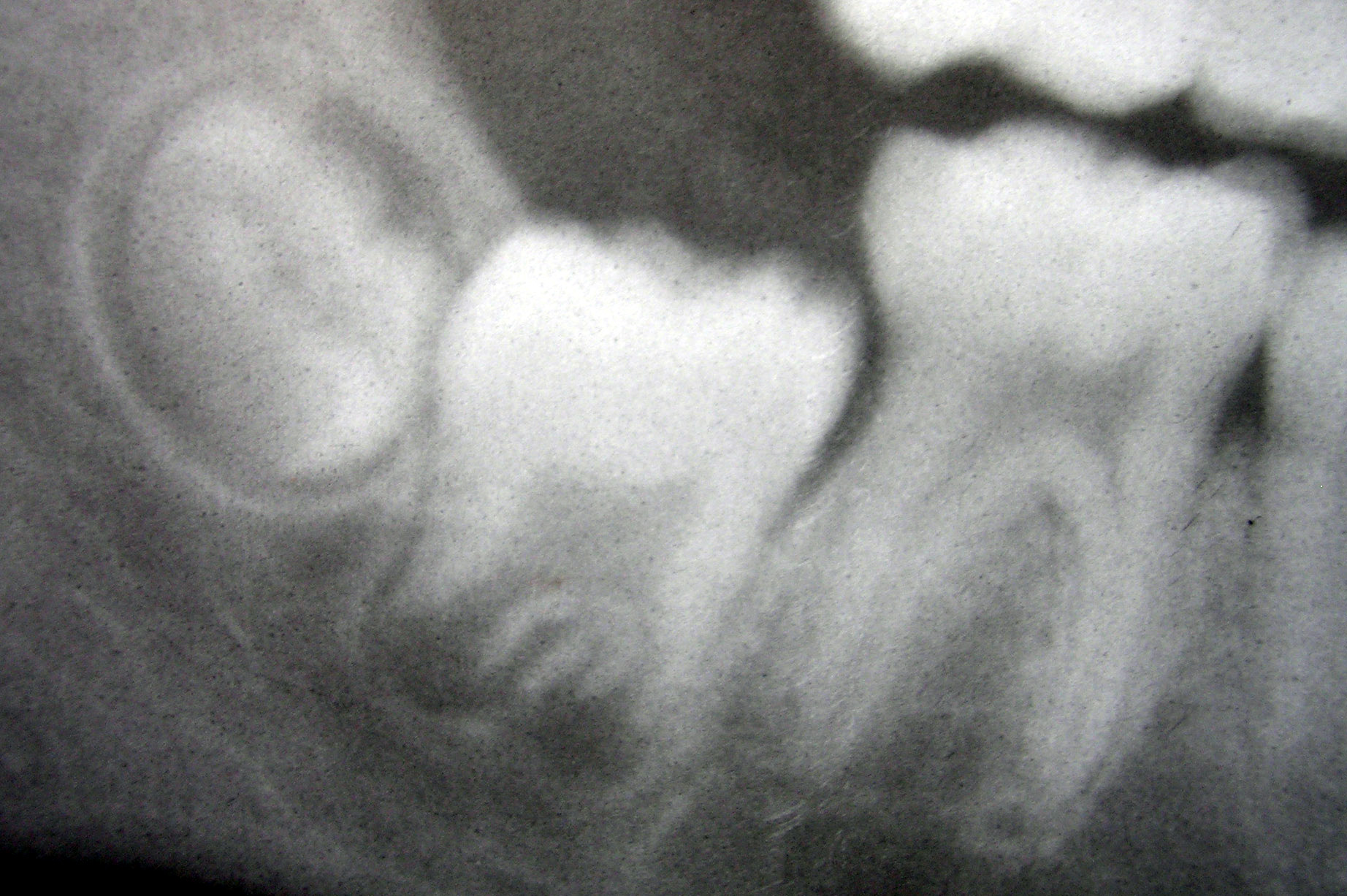
X光照片由右下方拍攝，左起：第三、第二以及第一臼齒，各在不同發育階段

牙齒發育或稱牙生成（英語：odontogenesis），是胚胎細胞發育、生長成為牙齒，最後長於口腔內的複雜過程。雖然許多物種都有牙齒構造，但牠們的牙齒發育普遍和人類相同。人類牙齒必須經過良好的胚胎發育階段，才能發展出健康的口腔環境、牙釉質、牙本質、牙骨質及牙周組織。乳齒在六至八週之間開始形成，恆齒則是第二十週時開始生長、逐漸取代乳齒，錯過這段時間牙齒便不會發育。

## 外部連結
- 生物人類學與古代人DNA （页面存档备份，存于）
- 發育中牙齒的不同基因資料庫 （页面存档备份，存于）
- 獸醫組織學，Dr. Thomas Caceci